# Lochen am See
Lochen am See je obec v okrese Braunau v rakouské spolkové zemi Horní Rakousy.

## Geografie
Lochen leží poblíž Mattsee na náhorní plošině na úpatí Tannbergu.